# Ауман, Раймонд
Ра́ймонд А́уман (нем. Raimond Aumann; 12 октября 1963, Аугсбург) — немецкий футболист, играл на позиции голкипера.

## Карьера
В 1980 году стал игроком молодёжной команды «Баварии», и уже через два года подписал профессиональный контракт с клубом. Был четвёртым вратарём после знаменитых Манфреда Мюллера, Вальтера Юнгханса и Жана-Мари Пфаффа.
В сентябре 1982 года Юнгханс покинул команду, летом 1984 года ушёл Мюллер. Борьба Аумана и Пфаффа за место первого номера продолжалась вплоть до ухода последнего из команды в 1988 году. Ауман дебютировал в Бундеслиге 25 августа 1984 года в матче против «Арминии». Тогда казалось, что он сможет стать основным голкипером, однако авторитет Жана-Мари всё же был огромен и Раймонд чаще всего лишь подменял бельгийца на время травмы.
Лишь после ухода Пфаффа Ауман стал безоговорочным первым номером команды. Он играл в «Баварии» до 1994 года, причём с 1992 года был капитаном. В 1994 году, когда место в воротах занял тогда ещё молодой Оливер Кан, Ауман решил покинуть команду и подписал контракт с турецким «Бешикташем». Однако на предсезонных сборах с командой голкипер сломал ногу, из-за чего пропустил полгода. Отыграв весь следующий сезон, Раймонд решил закончить карьеру.

## Карьера в сборной
6 сентября 1989 года дебютировал в сборной Германии товарищеским матчем с национальной командой Ирландии (1:1).
Единственный матч, когда он отстоял все 90 минут, был его последним матчем за сборную. 10 октября 1990 года сборная Германии выиграла у сборной Швеции со счётом 3:1.
Принимал участие в чемпионате мира 1990 года, на котором сборная Германии выиграла золотые медали. На поле ни разу не появлялся.

## Достижения
- Чемпион мира 1990 года
- Чемпион Германии (6): 1984/85, 1985/86, 1986/87, 1988/89, 1989/90, 1993/94
- Обладатель Кубка Германии (2): 1984, 1986